# Tetsuhide Sasaki
Tetsuhide Sasaki (jap. 佐々木哲英 Sasaki Tetsuhide; ur. 6 czerwca 1945 w Nishiwadze, zm. 7 kwietnia 2019 w Morioce) – japoński sztangista, olimpijczyk (1972), srebrny medalista igrzysk azjatyckich (1966) w podnoszeniu ciężarów, w wadze muszej (do 52 kg).

## Osiągnięcia

### Letnie igrzyska olimpijskie
- Monachium 1972 – 4. miejsce (waga musza)

### Mistrzostwa świata
- Lima 1971 – 6. miejsce (waga musza)
- Monachium 1972 – 4. miejsce (waga musza) – mistrzostwa rozegrano w ramach zawodów olimpijskich

### Igrzyska azjatyckie
- Bangkok 1966 –  srebrny medal (waga musza)